# Notocerastes tricornis
Notocerastes tricornis is een keversoort uit de familie somberkevers (Zopheridae). De wetenschappelijke naam van de soort werd in 1928 gepubliceerd door Carter.